# Bahnbetriebswerk Neu-Ulm
Das Bahnbetriebswerk Neu-Ulm (abgekürzt: Bw Neu-Ulm) ist ein ehemaliges Bahnbetriebswerk in der bayerischen Großen Kreisstadt Neu-Ulm. Es befand sich neben dem Bahnhof Neu-Ulm und bestand von 1871 bis 1965. Es gehörte bis 1906 zum Oberbahnamt Augsburg, ab da zur Eisenbahndirektion Augsburg.

## Geschichte
Am 26. September 1853 erreichte die Bayerische Maximiliansbahn die Stadt Neu-Ulm und der Neu-Ulmer Bahnhof wurde errichtet. Mit der Fertigstellung der Donaubrücke zwischen Ulm und Neu-Ulm konnten die Königlich Bayerischen Staatseisenbahnen am 1. Mai 1854 schließlich die gesamte Maximiliansbahn von München über Augsburg nach Ulm in Betrieb nehmen. Für die Lokomotiven und Wagen der Bayerischen Staatsbahnen wurde am Ulmer Bahnhof ein eigenes Bahnbetriebswerk errichtet. Da durch die Zunahme des Verkehrs auf der Bayerischen Maximiliansbahn und die Eröffnung der Illertalbahn von Neu-Ulm nach Kempten am 12. Oktober 1862 die Kapazitäten des bayerischen Betriebswerks in Ulm nicht mehr ausreichten, wurde 1868 beschlossen, ein eigenes Bahnbetriebswerk in Neu-Ulm zu errichten. Am 15. Februar 1871 nahmen die Königlich Bayerischen Staatseisenbahnen im Süden des Neu-Ulmer Bahnhofs das Bw Neu-Ulm, das aus zwei Rundschuppen, einem Wasserhaus und einer Werkstatt bestand, in Betrieb. Zur Ausbesserung der Wagen entstand eine lange Rechteckhalle. Die Lokomotiven der Bayerischen Maximiliansbahn und der Illertalbahn wurden daraufhin nach Neu-Ulm verlegt. Da die Züge aus Bayern weiterhin bis Ulm fuhren, wurden zunächst täglich 37 Lokleerfahrten zwischen Ulm und Neu-Ulm durchgeführt. Am 27. Juni 1902 wurde eine neue 18 Meter lange Drehscheibe mit 120 Tonnen Tragfähigkeit in Betrieb genommen, um auch größeren Dampflokomotiven die Einfahrt zu ermöglichen.
Im Zweiten Weltkrieg wurde das Bahnbetriebswerk am 4. März 1945 bei einem Luftangriff schwer beschädigt, wobei auch 16 Dampflokomotiven Schäden erlitten, erhielt aber nach dem Wiederaufbau seine früheren Aufgaben zurück. Am 1. Januar 1961 wurden die Dampflokomotiven zum Bw Ulm Rbf und die Elektrolokomotiven der Baureihen E 44 und E 94 zum Bw Augsburg verlegt, worauf die Werkstatt aufgelöst wurde. Das nun nur noch zum Personaleinsatz dienende Betriebswerk wurde am 1. September 1965 schließlich aufgelöst und die technischen Anlagen abgebaut. Die Wagenhalle und das Verwaltungs- und Sozialgebäude blieben erhalten und wurden im Jahr 2000 für das Projekt Neu-Ulm 21, bei dem der Neu-Ulmer Bahnhof bis 2007 in einen Trog verlegt wurde, abgerissen.

## Fahrzeuge
Folgende Lokomotivbaureihen waren in der Reichs- und Bundesbahnzeit in Neu-Ulm beheimatet:
- Baureihe 18.4
- Baureihe 38.4
- Baureihe 38.10
- Baureihe 39.0
- Baureihe 50
- Baureihe 54.15
- Baureihe 55.25
- Baureihe 57.10
- Baureihe 64
- Baureihe 91.3
- Baureihe 94.5
- Baureihe 98.3
- Baureihe 98.8
- Baureihe E 32
- Baureihe E 44
- Baureihe E 52
- Baureihe E 94